# Harúspex de Piacenza

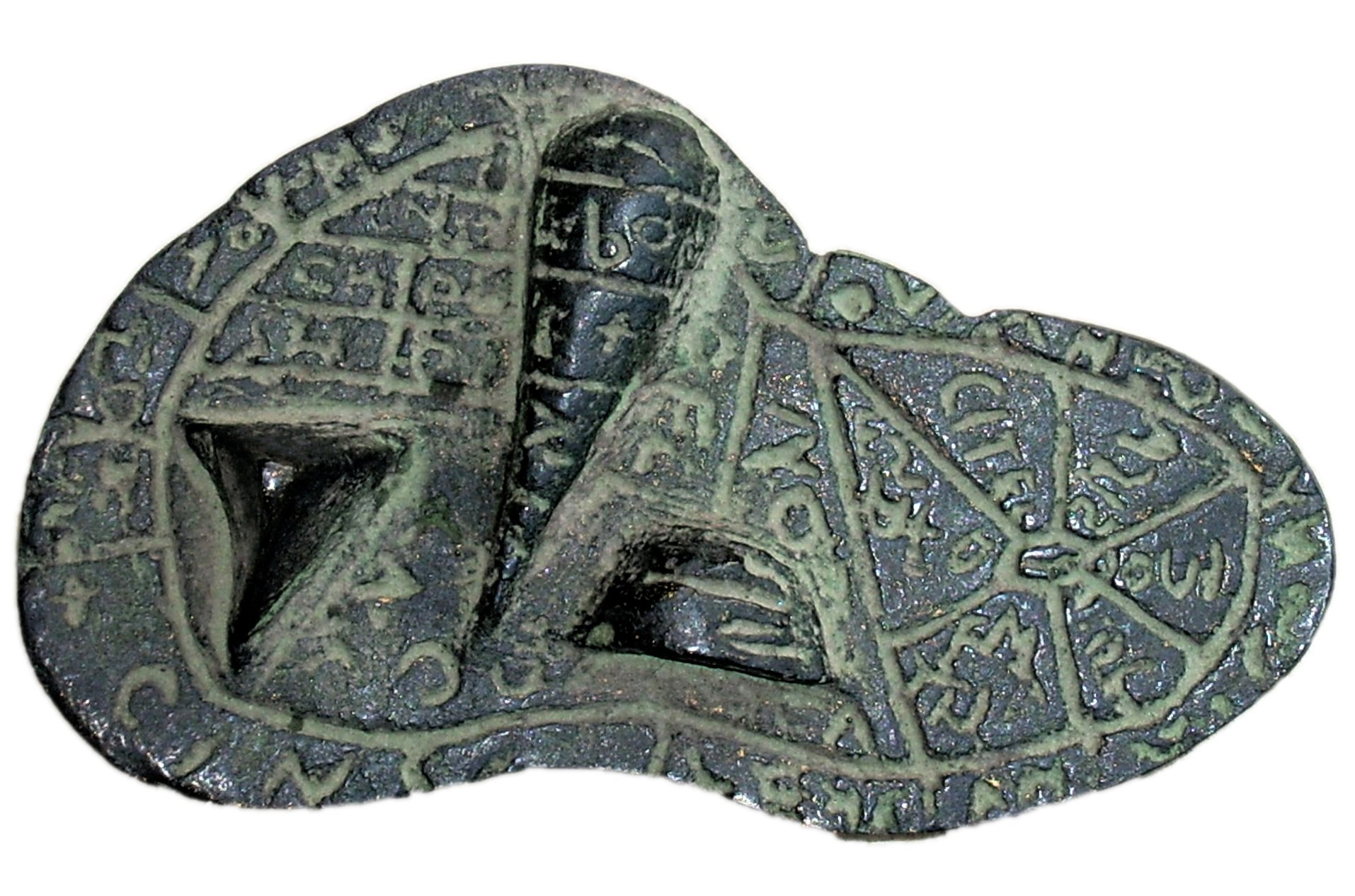
El fetge de Piacenza

L'Harúspex de Piacenza, també dit Fetge de Piacenza (per la seva forma) és una taula de bronze amb inscripcions etrusques, que es feia servir a l'antiguitat per fer endevinacions o interpretar auguris.

## Descobriment
Va ser trobat per un camperol de Settima (Ciavernasco, província de Piacenza) el 26 de setembre del 1877 mentre feia la llaurada. El va comprar el comte Francesco Caracciolo, el qual el va posar en mans de l'expert Vittorio Poggi i des del 1894 es conserva al Museo Civico di Piacenza, situat al costat del palau Farnese.

## Descripció

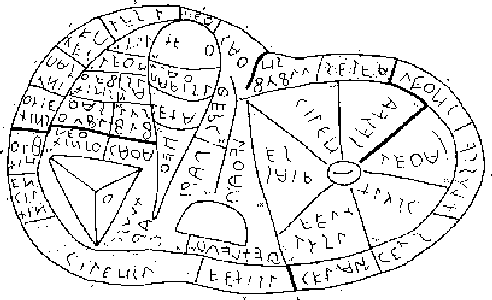
Transcripció del model original en bronze.

Es tracta d'un petit objecte de bronze i les seves mides són: 126 x 76 x 60 mil·límetres. Per la forma i les mides recorda l'aspecte d'un fetge de corder. Datat d'una època entre els segles I-II aC, quan encara aquesta zona no havia sigut dominada pels romans, ja que  Placentia va ser fundada el 218 aC per ser una ciutat guarnició de les tropes de la Gàl·lia Cisalpina. La semblança amb el fetge d'un corder és tan detallada que es poden distingir les parts: la vesícula biliar en forma cònica, el lobus caudatus una protuberància de forma piramidal i el processus papillaris de forma hemisfèrica.
Porta incises quaranta inscripcions que estan repartides en setze caselles les quals representen diferents espais de la volta celeste, segons el concepte religiós i astronòmic dels etruscs. A cada espai li correspon el nom d'una divinitat. Coneixem la idea de la volta celeste a través dels textos de Ciceró. Els primers intent e desxifrat van ser a càrrec de W. Deecke i I. Taylor.
La següent taula mostra la transcripció segons la numeració d'Alessandro Morandi, començant pel nord i seguint en sentit de les agulles del rellotge. Al costat alguns déus que s'han identificat amb un equivalent de la mitologia romana.
| Nº             | Mitologia etrusca transcripció | Mitologia romana  | Nº           | Mitologia etrusca transcripció | Mitologia romana |
| -------------- | ------------------------------ | ----------------- | ------------ | ------------------------------ | ---------------- |
| A LA VORA      | A LA VORA                      | A LA VORA         | A L'INTERIOR | A L'INTERIOR                   | A L'INTERIOR     |
| tin[ia]/cil/en |                                | Turan             | Venus        |                                |                  |
| 2              | tin[ia]/θvf[vlθas]             |                   | 18           | leθn                           |                  |
| 3              | tins/θneθ                      |                   | 19           | la/sl                          | lares?           |
| 4              | Uni/mae uni/ea                 | Juno              | 20           | tins/θvf[vlθas]                |                  |
| 5              | tec/vm                         | Tellus            | 21           | θufl/θas                       |                  |
| 6              | lvsl                           |                   | 22           | tins/neθ                       |                  |
| 7              | neθ[uns]                       | Neptú (mitologia) | 23           | tins/neθ                       |                  |
| 8              | caθ[a]                         | Luna              | 24           | fuf/lus                        |                  |
| 9              | fuflu/ns                       | Bacus             | 25           | θvnθ                           |                  |
| 10             | Selva                          | Silvà             | 26           | marisl/latr                    |                  |
| 11             | leθns                          |                   | 27           | leta                           | Leda             |
| 12             | tluscv                         |                   | 28           | neθ                            |                  |
| 13             | celsc                          |                   | 29           | Hercle                         | Hèrcules         |
| 14             | cvl alp                        |                   | 30           | mar[is]                        | Mart             |
| 15             | vetisl                         | Vejovis?          | 31           | selva                          |                  |
| 16             | cilensl                        |                   | 32           | leθa[m]                        |                  |
|                |                                |                   | 33           | tlusc                          |                  |
|                |                                |                   | 34           | lvsl/velch                     |                  |
|                |                                |                   | 35           | Satre                          | Saturn           |
|                |                                |                   | 36           | cilen                          |                  |
|                |                                |                   | 37           | leθam                          |                  |
| A BANDA        | A BANDA                        | A BANDA           | 38           | meθlvmθ                        |                  |
| 1              | tivs                           | Luna              | 39           | mar[is]                        |                  |
| 2              | Usil                           |                   | 40           | tlusc                          |                  |

## Utilitat
Ela àugurs feien les seves prediccions (harúspex) observant visceres d'animals sacrificats i comparant-les amb aquest model en bronze. Els vidents podien, per exemple, treure conclusions de la direcció en què es veu un llamp:un llampec vist cap a l'est seria un bon auspici, un llamp cap a l'oest seria poc propici. Natalie Stevens conjectura que Tínia, el déu principal i portador dels llamps, tenia el seu lloc cap al nord, per tant si un llamp queia pel nord-est era senyal de bona fortuna, però un llamp al nord-oest era senyal de mala sort.

## Altres fetges
S'han trobat objectes molt semblants en altres cultures antigues, però fets amb altres materials: a Hattusa, capital dels hitites;a Turquia; a la vall entre els rius Tigris i Eufrates. A Itàlia n'hi ha un altre fet d'alabastre que es conserva al Museo Guarnacci a Volterra. Un model d'aquests fetges, fet d'argila, procedent de l'antiga Babilònia i datat en l'edat del bronze, es conserva al Museu Britànic. Totes aquestes troballes confirmen la teoria que hi van haver moviments migratoris entre l'Orient Mitjà i la península Itàlica durant la prehistòria o l'edat antiga.